# Andes ikelus
Andes ikelus är en insektsart som beskrevs av Birgit Löcker 2007. Andes ikelus ingår i släktet Andes och familjen kilstritar. Inga underarter finns listade i Catalogue of Life.